# Муретинци
Муретинци (словен. Muretinci) су насељено место у општини Горишница, Подравска регија, Словенија.

## Историја
До територијалне реорганизације у Словенији били су у саставу старе општине Птуј.

## Становништво
У попису становништва из 2011. године, Муретинци су имали 487 становника.
| Број становника према пописима | Број становника према пописима | Број становника према пописима |
| ------------------------------ | ------------------------------ | ------------------------------ |
| 1991                           | 2002                           | 2011                           |
| 469                            | 423                            | 487                            |

Напомена: Године 2015. извршена је мања размена територије између насеља Муретинци и Стојнци (Марковци).